# も
も、モは、日本語の音節のひとつであり、仮名のひとつである。1モーラを形成する。五十音図において第7行第5段（ま行お段）に位置する。

## 概要

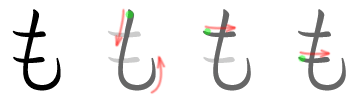
「も」の筆順

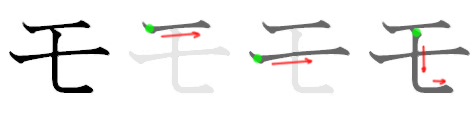
「モ」の筆順

- 現代標準語の音韻: 1子音と1母音からなる音 /mo/。両唇を閉じて鼻から声を出す有声子音/m/とおからなる音。
- 五十音順: 第35位。
- いろは順: 第45位。「ひ」の次、「せ」の前。
- 平仮名「も」の字形: 「毛」の草体
- 片仮名「モ」の字形: 「毛」の下の部分
- ローマ字: mo
- 点字:
- 通話表: 「もみじのモ」
- モールス信号: －・・－・
- 手旗信号：6→7

- 発音: も[ヘルプ/ファイル]
- 助詞

## も に関わる諸事項
- 鉄道車両の記号「モ」は、
  - 電車の中間電動車（モーター車）を表す（モハ103形など）。
  - 電車の制御電動車を表す（クモ）。
- ファッションモデル業界における「モデル」の略称。（ニコモ、STモ、ピチモなど）。
- 歌手グループ・ゆるめるモ!の略称、「モ！」。